# Lars Carlsson (arkitekt)

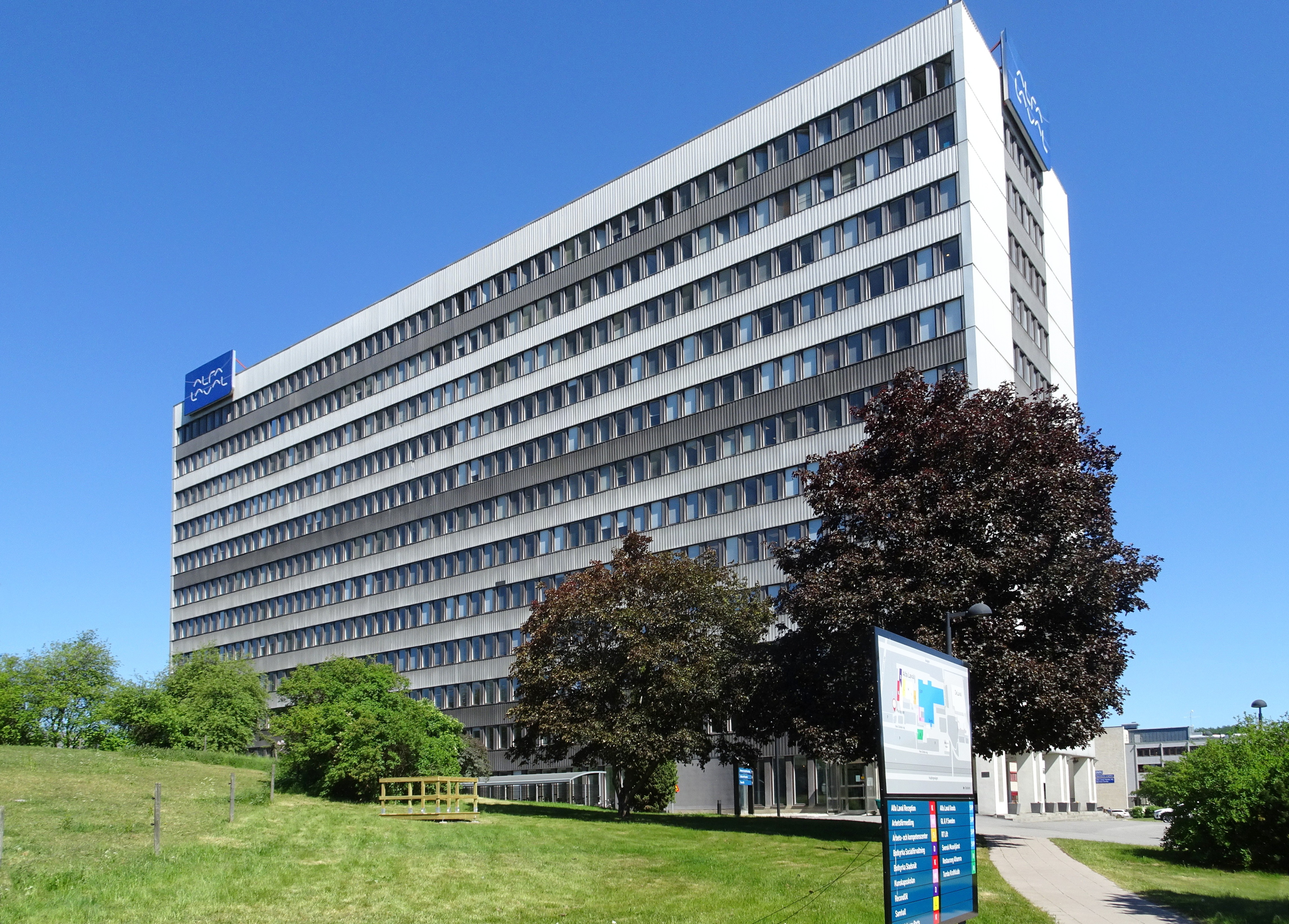
Alfa Lavals kontorshus i Tumba.

Lars Gösta Carlsson, född 12 september 1933 i Tranås, död 25 mars 2009 i Stockholm, var en svensk arkitekt.

## Biografi

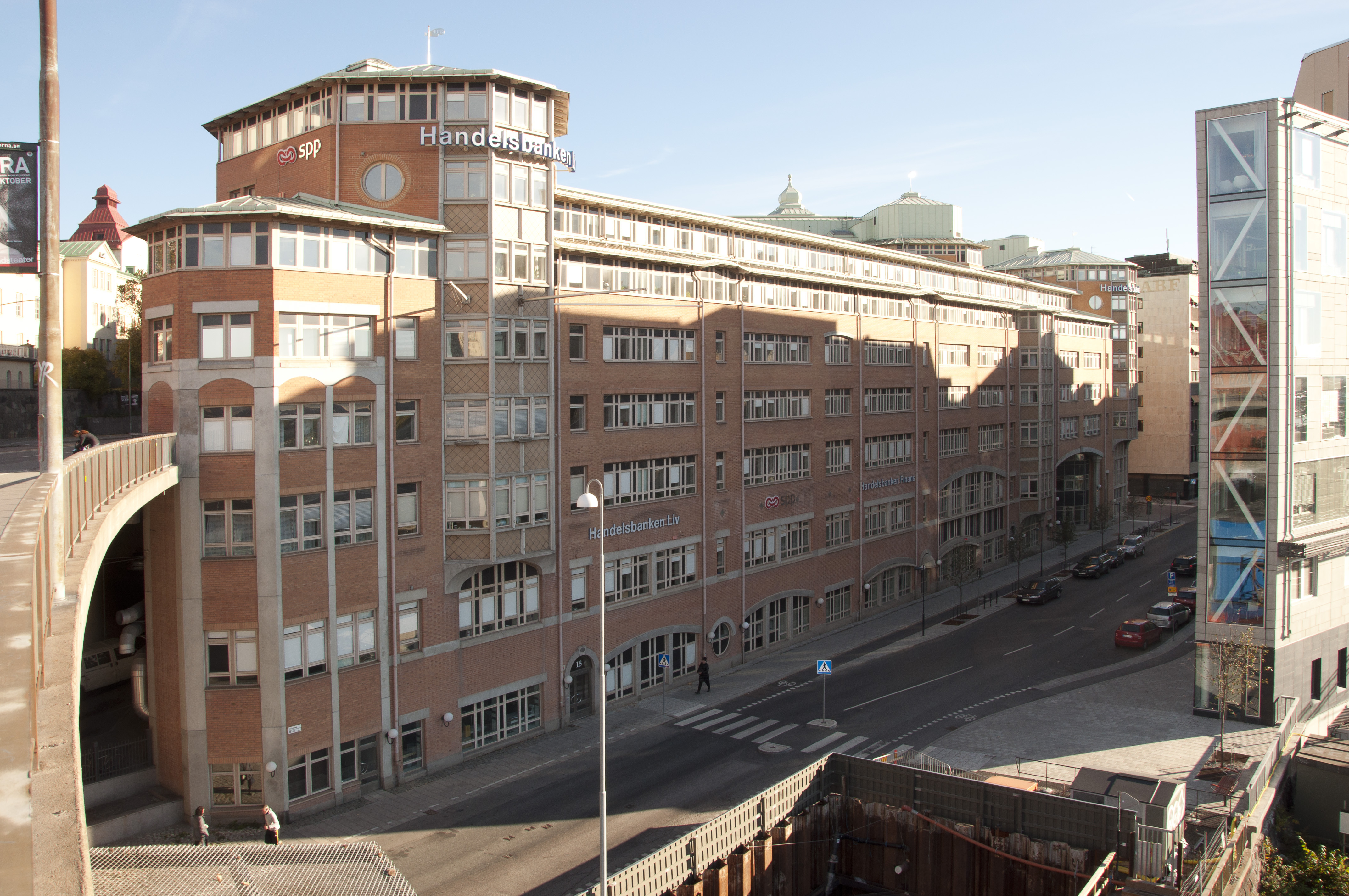
F.d. Arlas huvudkontor i kv Läkaren.

Carlsson, som var son till köpman Gösta Carlsson och Iris Lundberg, avlade ingenjörsexamen vid Stockholms tekniska institut 1955 och genomgick även diverse kurser på Konstfackskolan. Han blev ingenjör på byggnadstekniska avdelningen vid AB Industribyrån 1955, arkitekt vid AB Byggplanering 1960 och var innehavare av Lars Carlsson Arkitektkontor AB (LCA arkitekter AB) i Stockholm från 1963. Han var styrelseledamot i Nya AB Fritz Lundberg. 
Carlsson ritade bland annat huvudkontor för Saab i Linköping, kontor och verkstäder för Alfa-Laval i Tumba, södra verken vid Avesta jernverk, huvudkontor och verkstad för ANA i Nyköping och tekniskt kontor för Svenska Flygmotor i Trollhättan. Mellan åren 1986-1988 uppfördes efter hans ritningar ett nytt huvudkontor för Arla i kvarteret Läkaren i Stockholm.